# Seedfeeder

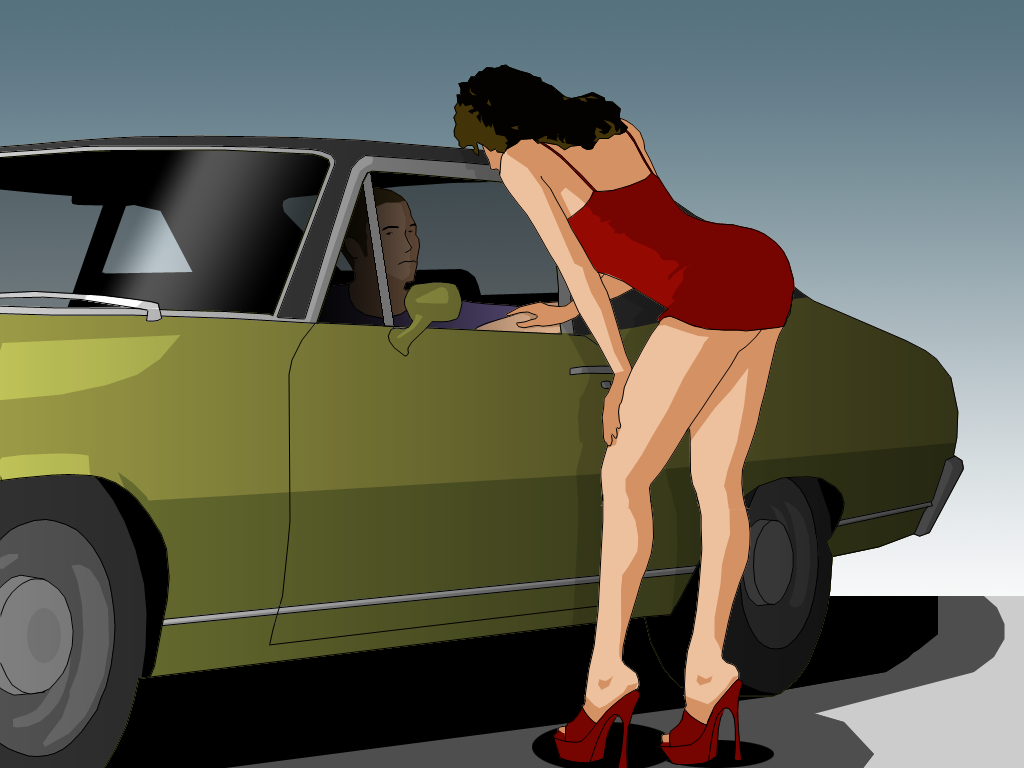
Stworzone przez Seedfeedera ilustracja prostytutki rozmawiającej z mężczyzną w zaparkowanym pojeździe

Seedfeeder – pseudonimowy ilustrator znany z dodawania do Wikipedii ilustracji o wyraźnie seksualnym charakterze. W latach 2008–2012 artysta stworzył 48 wizerunków różnych aktów seksualnych. Ilustracje Seedfeedera wywołały negatywne i pozytywne reakcje: niektórzy redaktorzy Wikipedii twierdzili, że zawierają one rasistowskie i seksistowskie podteksty, podczas gdy Andy Cush z Gawkera nazwał go „największym artystą aktów seksualnych Wikipedii”. Paddy Johnson, publicysta Artnet, umieścił prace Seedfeedera na liście „10 najlepszych dzieł sztuki cyfrowej 2014 roku”.

## Twórczość
Seedfeeder dodał 48 rysunków aktów płciowych do 35 anglojęzycznych artykułów Wikipedii; były one również wykorzystywane w innych wersjach językowych Wikipedii. Są one dostępne do adaptacji i ponownego wykorzystania na warunkach licencji Creative Commons. Te ilustracje są grafikami wektorowymi o gradientowych kolorach i neutralnych tłach; Seedfeeder powiedział, że brakuje mu umiejętności tworzenia skomplikowanych teł. Seedfeeder stwierdził, że wpływ na niego miał uproszczony styl ulotek dla pasażerów w samolotach. Stworzył ilustracje m.in. do następujących artykułów w Wikipedii:

- Anilingus
- Fellatio
- Fisting
- Frot
- Gokkun
- Głębokie gardło
- Lista pozycji seksualnych[5]
- Oralna stymulacja sutków
- Palcówka
- Pegging
- Pozycja na jeźdźca
- Pozycje tylne
- seks analny[5]
- Stosunek międzypiersiowy
- Teabagging
- Triolizm
- Trybadyzm
- Wytrysk na twarz[5]

Seedfeeder odszedł z Wikipedii w czerwcu 2012 roku.

## Odbiór

### Ogólne reakcje

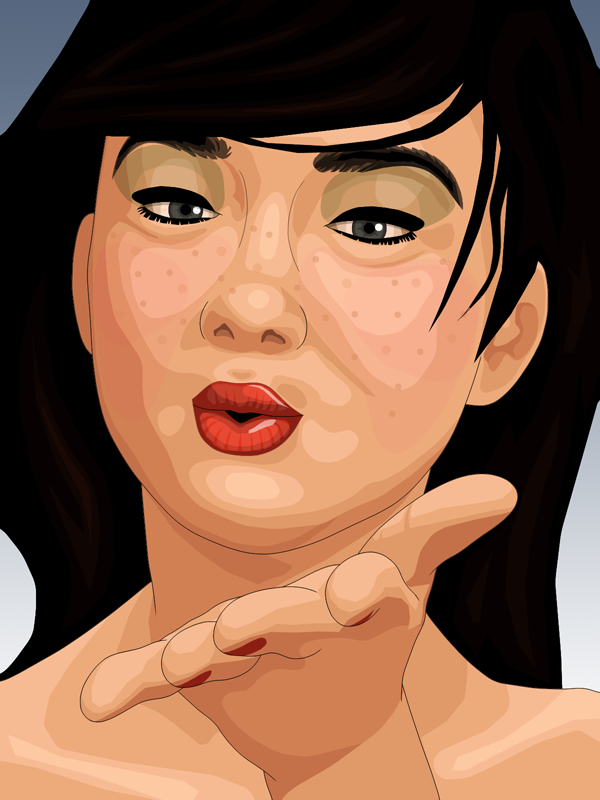
Stworzona przez Seedfeedera ilustracja kobiety dającej pocałunek, którą opublikował na swojej stronie użytkownika, kiedy odszedł z Wikipedii

Ilustracje Seedfeedera były omawiane przez media niemal na całym świecie. W 2014 roku Andy Cush z Gawkera opublikował artykuł o „szczerych, graficznych” ilustracjach Seedfeedera oraz towarzyszącą mu galerię „Najlepsze od Seedfeedera, Największy ilustrator seksualny Wikipedii”, którą określił jako zbiór „największych dzieł” artysty. W swoim artykule Cush nazwał Seedfeedera „największym artystą aktów seksualnych Wikipedii”, a jego prace „jednoznacznymi” i „prawie tak samo uderzające jak tematy artykułów, które ilustrowały”. Cyriaque Lamar z Cracked.com określił zdjęcia jako „cholernie zabawne” i również porównał je do broszur bezpieczeństwa lotniczego. Lamar uznał ich wartość edukacyjną, ale skrytykował je za to, że są zbyt pornograficzne, by służyły celom pedagogicznym. Ten artykuł zawierał galerię sześciu „najbardziej przerażających ilustracji seksualnych na Wikipedii”.
Andres Jauregui z Huffington Post powiedział, że ilustracje były „bynajmniej wstydliwe” i że „poprzez oddawanie intensywnych aktów seksualnych w sterylny, niemal instruktażowy sposób, rysunki Seedfeedera mają normalizujący wpływ na sprawy łóżkowe, które niektórzy mogą uznać za tabu”. Napisał, że akty seksualne Seedfeedera „nie są dziwne, ale plastikowe, mają oderwany styl, w którym są przedstawiane, są dziwnie rzeczowe, jak broszury bezpieczeństwa lotniczego, które ilustrator mówi, że je zainspirowały”. Ponadto powiedział: „Niektórzy nie uznaliby tego za sztukę, ale nie jest to też porno. Rysunki mają charakter edukacyjny, ale pokazują to, co ciężko by było zilustrować”. Paddy Johnson, publicysta Artnet, umieścił prace Seedfeedera na liście „10 najlepszych dzieł sztuki cyfrowej 2014 roku”.

### Negatywne reakcje
Rysunki Seedfeedera spotkały się również z kontrowersjami.
Niektórzy użytkownicy Wikipedii twierdzili, że jego ilustracje zawierają rasistowskie i seksistowskie podteksty, co skutkowało usunięciem niektórych z nich z anglojęzycznych projektów Wikimedia. Obraz przedstawiający wtrysk czarnoskórego mężczyzny na twarz białej kobiety wywołał krytykę, a niektórzy użytkownicy twierdzili, że był on rasistowski i promował przemoc wobec kobiet.
Seedfeeder odpowiedział tym, którzy twierdzili, że opisy aktów seksualnych bez towarzyszących im ilustracji: „Uważam, z filozoficznego punktu widzenia, że każdy artykuł na Wikipedii powinien mieć wszystkie dostępne formy mediów z nim związane. Ilustracje, pliki audio i wideo. Wszystkie artykuły, bez wyjątku. Więc każdy argument oparty na „obraz nie jest niezbędny” to taki, który ma absolutnie zerową wagę. W ogóle.” W wywiadzie dla NaTemat seksuolog Andrzej Depko bronił tych ilustracji, mówiąc, że obrazy aktywności seksualnej nie są niczym nowym i że ludzie nie powinni być urażani przez seks.
Seedfeeder odpowiedział również na krytykę, że dzieci mogą odkryć jego ilustracje, pisząc: „jeśli wasze dzieci aktywnie poszukują tego rodzaju tematów… to dlatego, że już mają o nich niewielkie pojęcie… i czują się gotowe wiedzieć więcej”.